# جون شيرمان كوبر
جون شيرمان كوبر (بالإنجليزية: John Sherman Cooper)‏ (و. 1901 – 1991 م) هو سياسي، وقاض، ومحام، ودبلوماسي، ولاعب كرة قدم أمريكية من الولايات المتحدة الأمريكية ولد في سومرست.
تولى منصب عضو مجلس الشيوخ الأمريكي .

## التعليم
تعلم في جامعة ييل، وكلية هارفارد للحقوق.

## روابط خارجية
- جون شيرمان كوبر على موقع مونزينجر (الألمانية)
- جون شيرمان كوبر على موقع إن إن دي بي (الإنجليزية)